# Sopote
 Sopote  falu Horvátországban Zágráb megyében. Közigazgatásilag Zsumberk községhez tartozik.

## Fekvése
Zágrábtól 46 km-re délnyugatra, községközpontjától Kostanjevactól 10 km-re északnyugatra a Zsumberki-hegység déli lejtőin fekszik.

## Története
1830-ban 14 házában 167 görögkatolikus lakos élt. 1857-ben 215-en lakták. 1910-ben 191 lakosa volt. Trianon előtt Zágráb vármegye Jaskai járásához tartozott. A falunak 2011-ben mindössze 3 állandó lakosa volt. Lakói mezőgazdasággal, állattenyésztéssel, szőlőtermesztéssel foglalkoznak. A sošicei Szent Péter és Pál plébániához tartoznak. Noha a lakosság száma csökken Sopote rendkívül szép fekvése miatt egyre inkább üdülőtelepüléssé válik. Hétvégi házaiban sokan töltik szabadidejüket és a turisztikai egyesületek is egyre gyakrabban szerveznek ide kirándulásokat. 2007-ben kiépítették a település vízvezeték hálózatát.

## Lakosság
| Lakosság változása | Lakosság változása | Lakosság változása | Lakosság változása | Lakosság változása | Lakosság változása | Lakosság változása | Lakosság változása | Lakosság változása | Lakosság változása | Lakosság változása | Lakosság változása | Lakosság változása | Lakosság változása | Lakosság változása | Lakosság változása |
| ------------------ | ------------------ | ------------------ | ------------------ | ------------------ | ------------------ | ------------------ | ------------------ | ------------------ | ------------------ | ------------------ | ------------------ | ------------------ | ------------------ | ------------------ | ------------------ |
| 1857               | 1869               | 1880               | 1890               | 1900               | 1910               | 1921               | 1931               | 1948               | 1953               | 1961               | 1971               | 1981               | 1991               | 2001               | 2011               |
| 215                | 254                | 268                | 286                | 193                | 191                | 196                | 201                | 207                | 181                | 134                | 52                 | 25                 | 30                 | 7                  | 3                  |

## Nevezetességei
- A Nagyboldogasszony tiszteletére szentelt kápolnája a 19. század második felében épült.
- Idegenforgalmi látványosság a sopotei vízesés (sopotski slap) a falutól 3 km-re északkeletre. Három részből áll, teljes magassága 40 méter.

## Híres emberek
Sopotén született Smičiklas Gábor (Gabriel Smičiklas) 1834 és 1856 között Kőrös görögkatolikus püspöke.

## Külső hivatkozások
- Žumberak község hivatalos oldala
- A Zsumberki közösség honlapja
- A zsumberk-szamobori természetvédelmi park honlapja